# Oreophryne kapisa
Espèce
Statut de conservation UICN

 LC  : Préoccupation mineure
Oreophryne kapisa est une espèce d'amphibiens de la famille des Microhylidae.

## Répartition
Cette espèce est endémique des îles Schouten en Indonésie. Son aire de répartition concerne l'île de Biak et l'Est de l'île de Supiori.

## Publication originale
- Günther, 2003 : Further new species of the genus Oreophryne (Amphibia, Anura, Microhylidae) from western New Guinea. Zoologische Abhandlungen, vol. 53, p. 65-85.